# قداح (اسم)
قداح هو اسم علم مذكر من أصل عربي، ومعناه هو صانع الأقداح أو بائعها، والقدح إناء يشرب فيه ولا يقال قدح إلا إذا كان فارغًا فإذا ملئ قيل له كأس، والقداح كذلك حجر القدح الذي يقدح به الزناد لإخراج الشرر.

## وصلات خارجية
- موسوعة السلطان قابوس لأسماء العرب نسخة محفوظة 5 أبريل 2019 على موقع واي باك مشين.